# Monte Tibrogargan
El monte Tibrogargan es una colina situada en el parque nacional de las Montañas Glass House, al noroeste de Brisbane (Australia). Se trata de un monte volcánico de riolita alcalina dura que surgió en los respiraderos de un antiguo volcán hace 27 millones de años.
El Tibrogargan es una de las colinas más fácilmente reconocibles del sureste de Queensland, ya que guarda cierto parecido con una mujer que sostiene un bebé mirando por encima del hombro. Sin embargo, en 2004, partes de la pared rocosa que se asemejaban a los ojos se erosionaron y posteriormente se desmoronaron. 

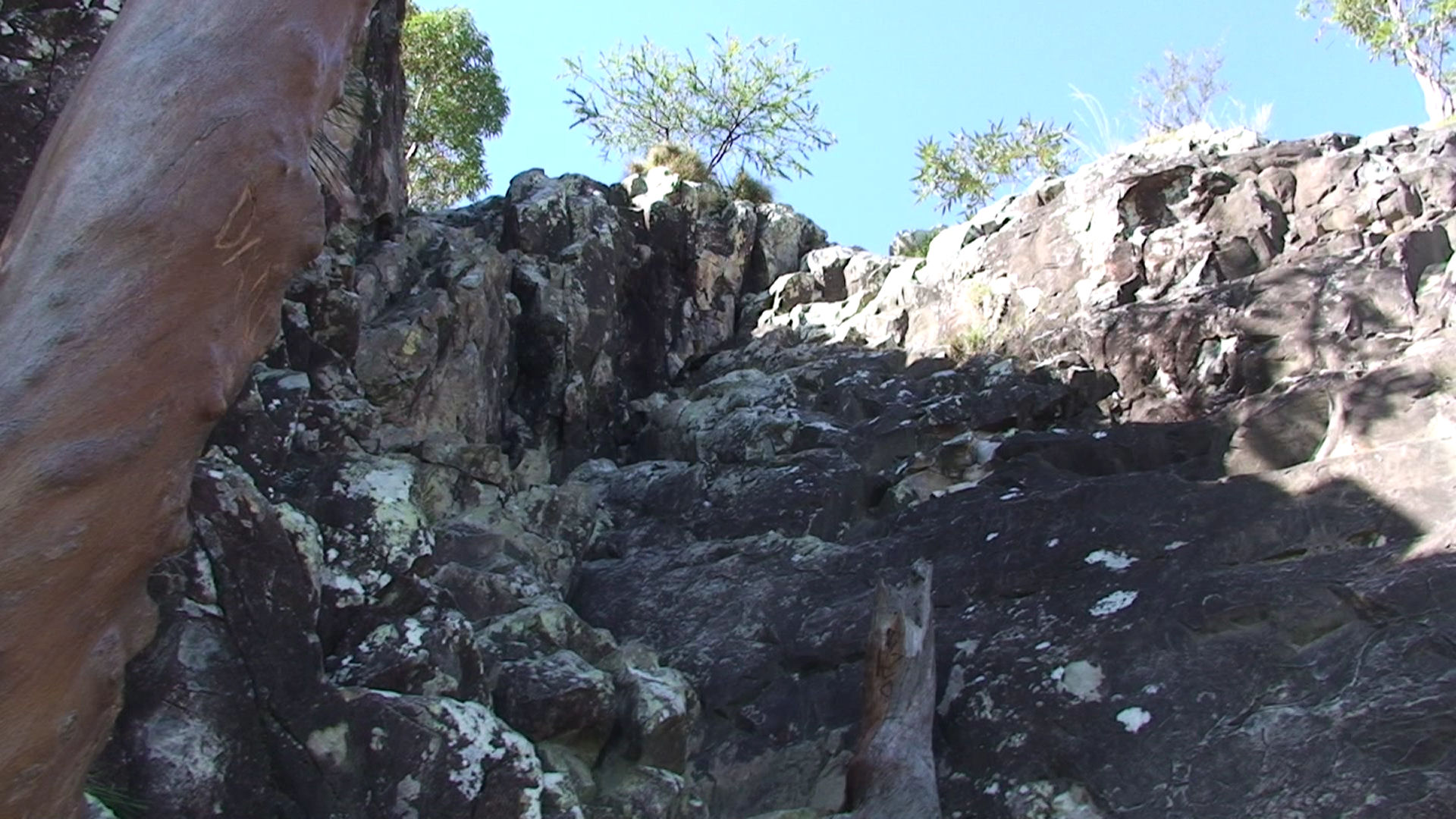
Pista empinada de la Cumbre de Tibrogargan

En la mitología de la región, Tibrogargan era el padre de todos los demás Montes de la Casa de Cristal, excepto de la montaña Beerwah, su esposa. Se dice que Tibrogargan vio una subida de las aguas del mar y llamó a su hijo el monte Coonowrin para que llevara a su madre Beerwah a un lugar seguro; sin embargo, Coonowrin (también conocido como Crookneck) no lo hizo y, enfadado, Tibrogargan golpeó a Coonowrin y le rompió el cuello. Se dice que Tibrogargan le dio la espalda a Coonowrin.
El Tibrogargan es relativamente pequeño en comparación con las montañas de Queensland y de otros lugares, con 364 metros, pero es el tercero más alto de las montañas Glasshouse, siendo 192 metros más bajo que el más alto del grupo (el monte Beerwah, con 556 metros). El ascenso a la cima por la ruta de la cara occidental de la montaña es relativamente sencillo, no requiere ninguna habilidad técnica y un estado físico moderado, y puede completarse en 1 o 2 horas. Esto hace que sea un destino popular para los senderistas y los turistas. Algunos de estos visitantes siguen teniendo dificultades en la colina y son objeto de rescates por parte del Servicio Estatal de Emergencias y de los helicópteros de rescate.
El Tibrogargan también es popular entre los escaladores, con varias rutas de escalada libre que se encuentran en la colina, que van desde el grado de principiante hasta el de experto, tanto escaladas tradicionales como deportivas de uno o varios largos. La mayoría de ellas se encuentran en la cara oriental del monte Tibrogargan.
El acceso público a la montaña más alta y a la segunda más alta de las montañas Glasshouse se reabrió a finales de 2015 después de haber estado cerrado desde 2009 hasta 2015. El sendero está muy desgastado y es visible en la parte SO, pero las vistas desde la cumbre están restringidas debido a la vegetación en comparación con los otros picos rocosos cercanos.
Hay otras rutas de senderismo menos exigentes en los alrededores del Tibrogargan, como el Circuito de Tibrogargan (3,3 km) y el Circuito de Trachyte (5,6 km). Todos las rutas parten del aparcamiento de la base del Tibrogargan, incluida la subida a la cumbre.